# امداسم

تعديل مصدري - تعديل

امداسم هي إحدى قرى عزلة جيشان بمديرية جيشان التابعة لمحافظة أبين، بلغ تعداد سكانها 33 نسمة حسب تعداد اليمن لعام 2004.